# Église Saint-Jean d'Oms
Pour les articles homonymes, voir église Saint-Jean.
L'église Saint-Jean est une église de style roman située à Oms, dans le département français des Pyrénées-Orientales.

## Historique
L'église paroissiale Saint-Jean date vraisemblablement du XIIe siècle, ou du XIIIe siècle. Des chapelles ont été adjointes à la nef romane à l'époque moderne (XVIIIe siècle), mais l'édifice, intégré aux fortifications du village (dont il reste une porte accolée au clocher), conserve son allure sévère, dénué de toute décoration extérieure.
L'église a été inscrite Monument Historique en 1964.

## Description
Extérieurement, les origines romanes de l'édifice sont attestées par l'abside romane, en partie englobée dans des constructions postérieures, le clocher fortifié (remanié) et le portail roman, à trois voussures.
L'église est composée d'une nef unique de trois travées (les deux dernières travées étant flanquées de chapelles latérales de part et d'autre), terminée par une abside semi-circulaire voûtée en cul-de-four. Il s'agit ainsi d'un plan classique pour un édifice roman.

## Photographies

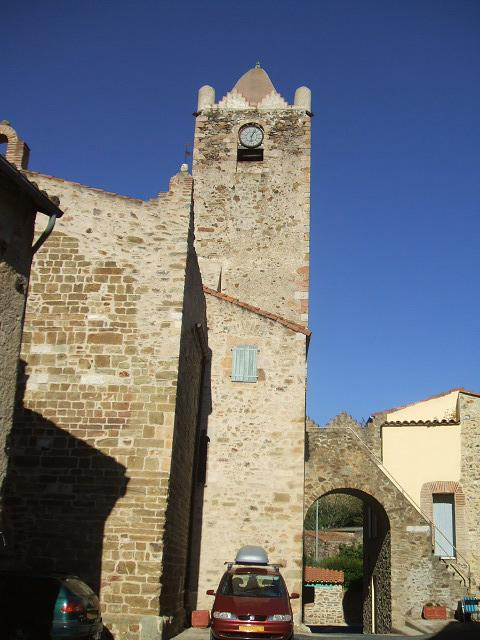
Vue de l'édifice depuis la Place du Village
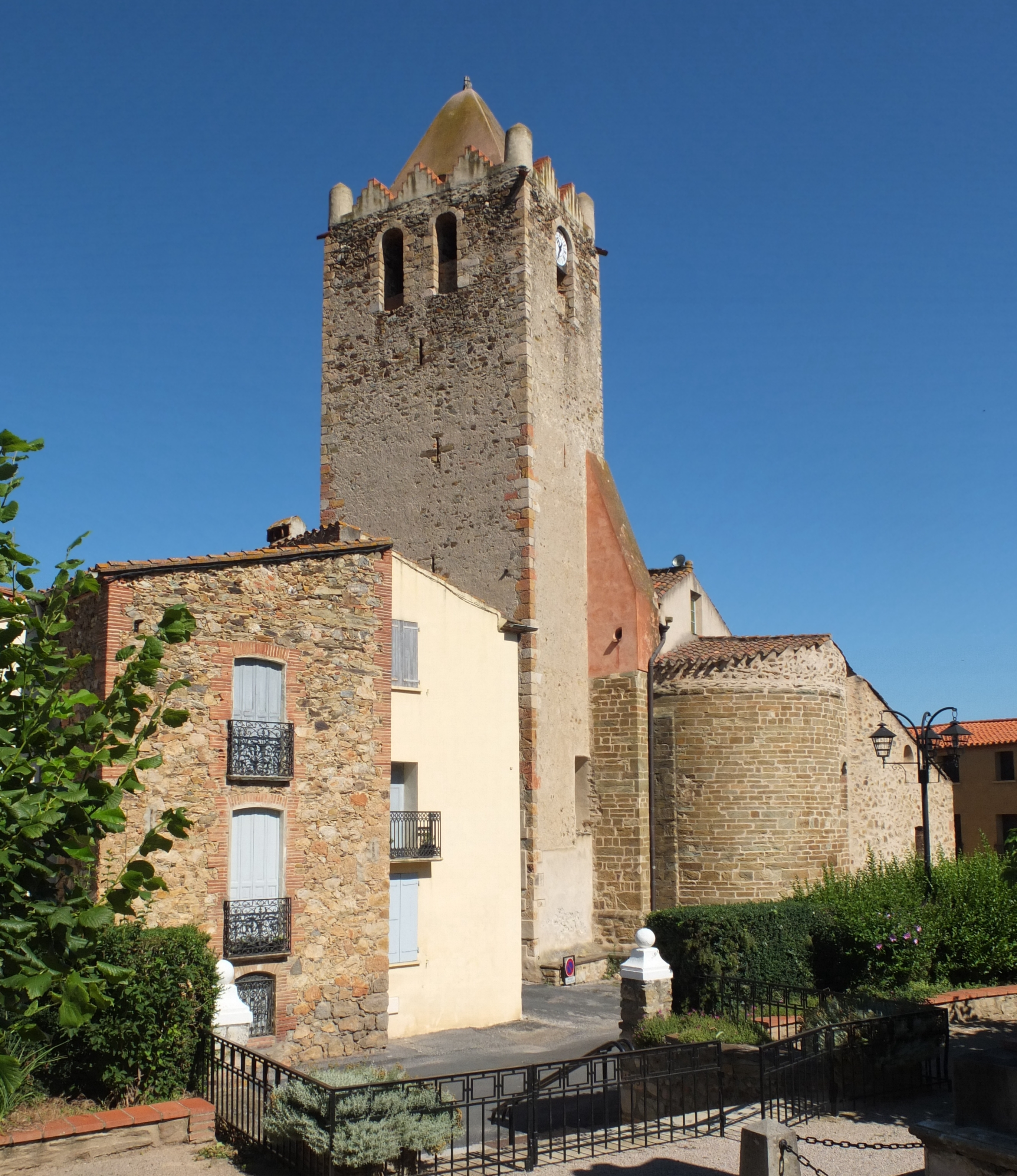
Vue sud-est
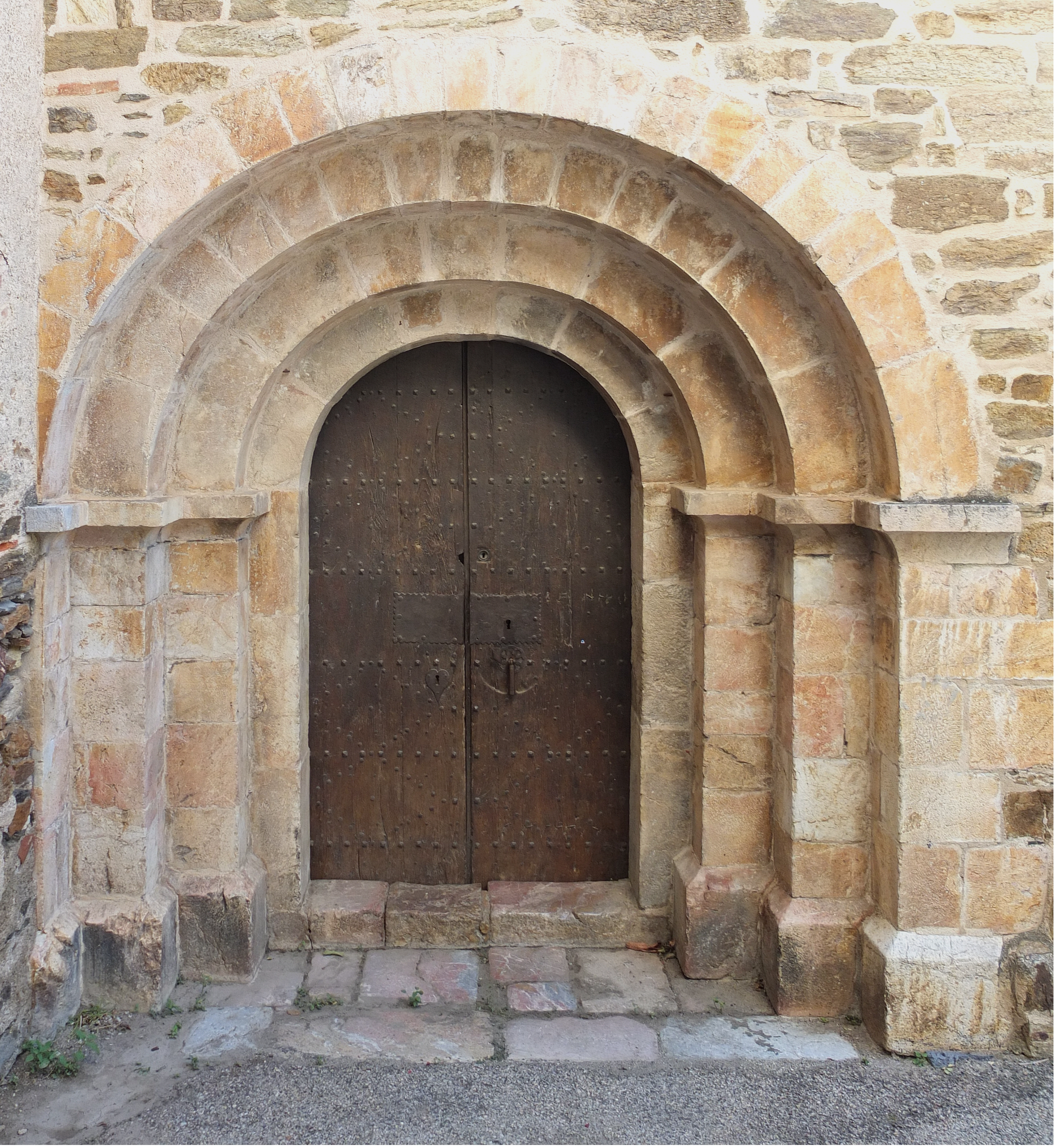
Portail roman, rare élément de décoration extérieur de l'édifice
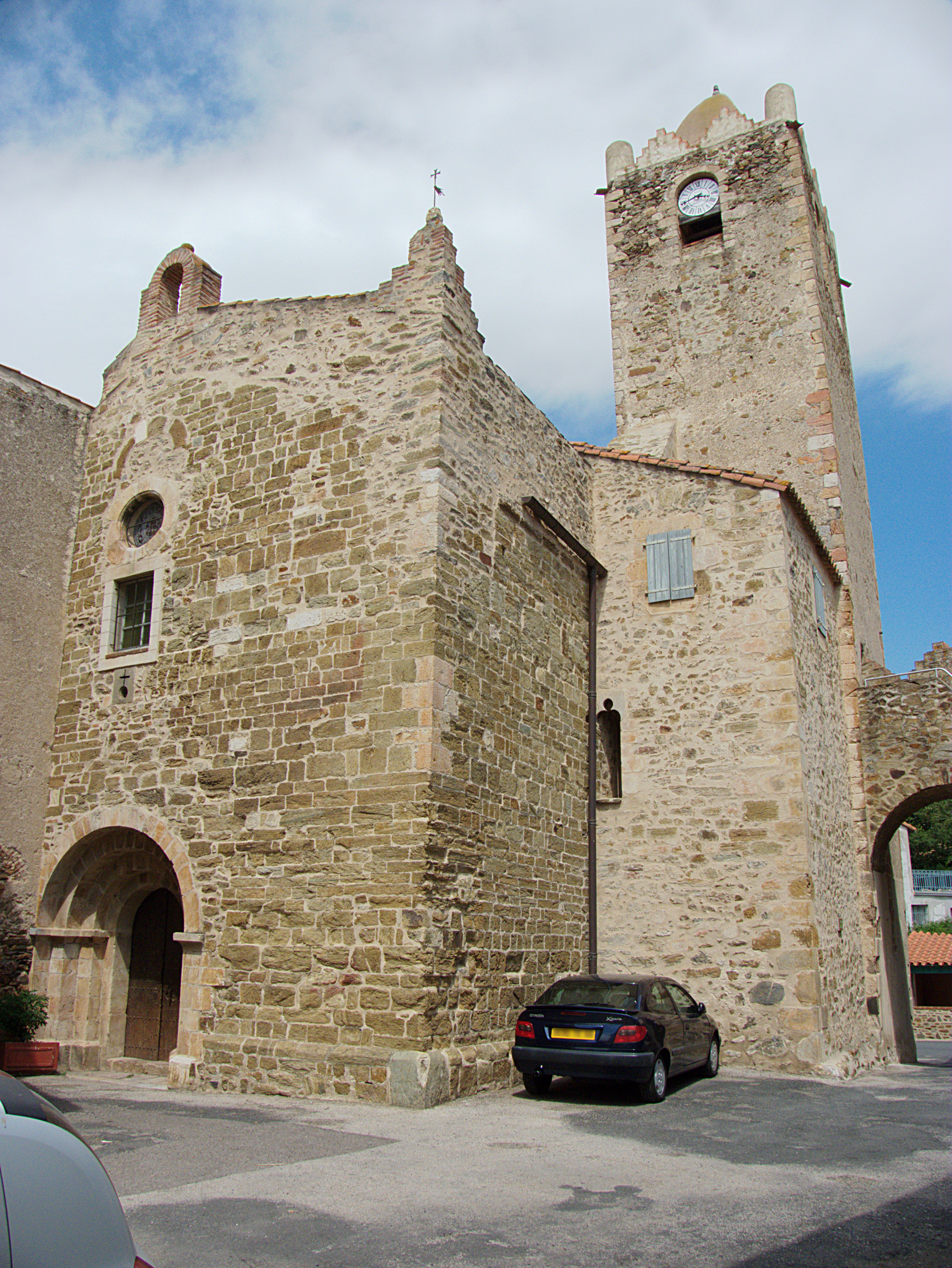
Façade ouest de l'église

### Ouvrages
- Géraldine Mallet, Églises romanes oubliées du Roussillon, Montpellier, Les Presses du Languedoc, 2003, 334 p. (ISBN 978-2-8599-8244-7)

### Fiches du ministère de la Culture
- « Église Saint-Jean d'Oms », notice no PA00104060, sur la plateforme ouverte du patrimoine, base Mérimée, ministère français de la Culture
- « Sarcophage », notice no PM66000547, sur la plateforme ouverte du patrimoine, base Palissy, ministère français de la Culture
- « Cloche », notice no PM66000548, sur la plateforme ouverte du patrimoine, base Palissy, ministère français de la Culture
- « Plat de quête », notice no PM66001034, sur la plateforme ouverte du patrimoine, base Palissy, ministère français de la Culture
- « Boîte (boîte d'ermite) dite Capelleta », notice no PM66001040, sur la plateforme ouverte du patrimoine, base Palissy, ministère français de la Culture